# Boljare (Vlasotince)
Boljare (Vlasotince) (em cirílico: Бољаре) é uma vila da Sérvia localizada no município de Vlasotince, pertencente ao distrito de Jablanica, na região de Vlasina. A sua população era de 1001 habitantes segundo o censo de 2011.

## Demografia
| 1948 | 1953 | 1961 | 1971 | 1981 | 1991 | 2002 | 2011  |
| ---- | ---- | ---- | ---- | ---- | ---- | ---- | ----- |
| 640  | 700  | 714  | 681  | 740  | 795  | 983  | 1 001 |